# Viorel Arion
Viorel Arion (n. 13 ianuarie 1961, Hunedoara, Hunedoara, România) este un senator român în legislatura 2004-2008 ales în județul Hunedoara pe listele partidului PNL. Viorel Arion a devenit senator independent din decembrie 2006. În cadrul activității sale ca senator, Viorel Arion a fost membru în grupurile parlamentare de prietenie cu Republica Chile, Japonia, Regatul Maroc. În legislatura 2004-2008, Viorel Arion a inițiat 44 de propuneri legislative, din care 3 au fost promulgate legi.  În legislatura 2008-2012, Viorel Arion a fost ales ca deputat pe listele PDL și a fost membru în grupurile parlamentare de prietenie cu Republica Malta, Statul Qatar, Regatul Maroc, Statul Israel, Republica Armenia și Republica Tunisiană. În legislatura 2008-2012,  Viorel Arion a inițiat 49 de propuneri legislative, din care 3 au fost promulgate legi. Viorel Arion a fost primar al municipiului Hunedoara în perioada 2012 - 2016. 